# Coco Hotahota
Jean Hotahota, conocido como Coco Hotahota, nacido el 1 de enero de 1941 en Moorea-Maiao (Polinesia Francesa) y fallecido el 8 de marzo de 2020 en Pirae (Tahití, Polinesia Francesa), fue un coreógrafo y bailarín polinesio, fundador de la compañía Temaeva en 1962 Es considerado el coreógrafo principal de 'Ori Tahiti.

## Videografía
- Coco Hotahota : te maeva (2019) Jonathan Bougard, In Vivo Prod.[3]